# Metisa heylaertsi
Metisa heylaertsi är en fjärilsart som beskrevs av Junod 1898. Metisa heylaertsi ingår i släktet Metisa och familjen säckspinnare. Inga underarter finns listade i Catalogue of Life.